# Liga Nacional de Futebol Americano de 2016
A Liga Nacional de Futebol Americano de 2016 foi a terceira edição do campeonato de futebol americano do Brasil correspondente à divisão inferior da Superliga Nacional de Futebol Americano de 2016.
O Belo Horizonte Get Eagles conquista o título pela primeira vez na história ao derrotar o Sinop Coyotes na final.

## Fórmula de disputa
Os times estavam divididos em quatro conferências: Nordeste, Centro-Oeste, Sudeste e Sul. Na temporada regular, só havendo confrontos entre times das mesmas conferências e cada time realiza quatro jogos, sendo dois jogos em casa e dois jogos fora.
Na Conferência Nordeste, organizada em parceria com a Liga Nordestina de Futebol Americano (LINEFA), classificam-se os dois melhores colocados de cada grupo para as semifinais com o melhor classificado enfrentado o segundo colocado do outro grupo. Os dois vencedores disputam a final, garantindo ao vencedor o título da Liga Nordeste de 2016 e uma vaga direta à Superliga Nacional de 2017. Por questão de logística os participantes da Conferência Nordeste não disputam o título da Liga Nacional.
Nas Conferências Centro-Oeste, Sudeste e Sul, classificam os vencedores de cada grupo e o melhor segundo colocado de cada conferência para a fase de Playoffs. Nas quartas de final os vencedores de cada grupo das Conferências Sudeste e Sul se enfrentam dentro da mesma conferência. Os vencedores desses jogos fazem uma das semifinais. Enquanto o vencedor do Grupo 1 da Conferência Centro-Oeste enfrenta o melhor segundo colocado da Conferência Centro-Oeste e o vencedor do Grupo 2 da Conferência Centro-Oeste enfrenta o melhor segundo colocado da Conferência Sudeste. Os vencedores desses jogos fazem a outra semifinal. Os vencedores de cada semifinal disputam a final. O vencedor da final conquista o título da Liga Nacional de 2016. Os dois finalistas e o terceiro colocado (time de melhor campanha entre os perdedores nas semifinais) garantem vaga à Superliga Nacional de 2017.

### Critérios de desempate
Os critérios de desempate dentro das conferências são confronto direto e depois a força de tabela (que é a soma das vitórias dos adversários de cada time). Só depois, e só se for necessário, é que será considerado o saldo de pontos.

## Equipes participantes
Este torneio contou com a participação de 31 equipes divididas em quatro conferências. Disputariam 33 equipes, porém as equipes do Palmeiras Locomotives e do Campo Grande Gravediggers desistiram da competição.

| Conferência Nordeste                                                            | Conferência Nordeste                                                                  | Conferência Sudeste | Conferência Sudeste |
| ------------------------------------------------------------------------------- | ------------------------------------------------------------------------------------- | --- | --- |
| Grupo Sul - Caruaru Wolves - Maceió Marechais - Náutico Horses - Olinda Sharks  | Grupo Norte - ABC Scorpions - Arcoverde Templários - Roma Gladiadores - Tropa Campina | Grupo 1 - Belo Horizonte Get Eagles - Mooca Destroyers - Uberaba Zebus - Uberlândia Lobos                                                                       | Grupo 2 - Leme Lizards - Paulínia Mavericks - Ponte Preta Gorilas - Prudente Coronéis - Rio Preto Weilers                                                       |
| Conferência Centro-Oeste                                                        | Conferência Centro-Oeste                                                              | Conferência Sul | Conferência Sul |
| Grupo 1 - Brasília Alligators - Leões de Judá - Sinop Coyotes - Sorriso Hornets | Grupo 2 - Brasília Templários - Brasília V8 - Rondonópolis Hawks                      | - Bento Gonçalves Snakes - Curitiba Lions - Joinville Gladiators - Redlions Football - Porto Alegre Pumpkins - Santa Cruz do Sul Chacais - Santa Maria Soldiers | - Bento Gonçalves Snakes - Curitiba Lions - Joinville Gladiators - Redlions Football - Porto Alegre Pumpkins - Santa Cruz do Sul Chacais - Santa Maria Soldiers |

## Classificação da Temporada Regular
Classificados para os playoffs estão marcados em verde.

### Conferência Nordeste
Grupo Sul
| Pos | Times             | V | E | D | PCT   | PF  | PS | SP  |
| --- | ----------------- | - | - | - | ----- | --- | -- | --- |
| 1   | Maceió Marechais  | 4 | 0 | 0 | 1.000 | 155 | 74 | 81  |
| 2   | Náutico Horses[a] | 2 | 0 | 2 | .500  | 38  | 37 | 1   |
| 3   | Caruaru Wolves[a] | 1 | 0 | 3 | .250  | 48  | 61 | -13 |
| 4   | Olinda Sharks     | 1 | 0 | 3 | .250  | 51  | 82 | -31 |

Grupo Norte
| Pos | Times                | V | E | D | PCT   | PF | PS | SP  |
| --- | -------------------- | - | - | - | ----- | -- | -- | --- |
| 1   | Tropa Campina        | 4 | 0 | 0 | 1.000 | 68 | 38 | 30  |
| 2   | Arcoverde Templários | 2 | 0 | 2 | .500  | 42 | 49 | -7  |
| 3   | ABC Scorpions        | 1 | 0 | 3 | .250  | 69 | 84 | -15 |
| 4   | Roma Gladiadores     | 0 | 0 | 4 | .000  | 28 | 74 | -46 |

### Conferência Sudeste
Grupo 1
| Pos | Times            | V | E | D | PCT   | PF  | PS  | SP   |
| --- | ---------------- | - | - | - | ----- | --- | --- | ---- |
| 1   | BH Get Eagles    | 4 | 0 | 0 | 1.000 | 223 | 28  | 195  |
| 2   | Mooca Destroyers | 3 | 0 | 1 | .667  | 71  | 90  | -19  |
| 3   | Uberlândia Lobos | 1 | 0 | 3 | .250  | 70  | 98  | -28  |
| 4   | Uberaba Zebus    | 0 | 0 | 4 | .000  | 32  | 183 | -151 |

Grupo 2
| Pos | Times               | V | E | D | PCT   | PF  | PS  | SP  |
| --- | ------------------- | - | - | - | ----- | --- | --- | --- |
| 1   | Ponte Preta Gorilas | 4 | 0 | 0 | 1.000 | 112 | 30  | 82  |
| 2   | Rio Preto Weilers   | 3 | 0 | 1 | .750  | 91  | 47  | 44  |
| 3   | Leme Lizards        | 2 | 0 | 2 | .500  | 92  | 80  | 12  |
| 4   | Paulínia Mavericks  | 1 | 0 | 3 | .250  | 68  | 118 | -50 |
| 5   | Prudente Coronéis   | 0 | 0 | 4 | .000  | 15  | 103 | -88 |

### Conferência Centro-Oeste
Grupo 1
| Pos | Times               | V | E | D | PCT   | PF  | PS  | SP  |
| --- | ------------------- | - | - | - | ----- | --- | --- | --- |
| 1   | Sinop Coyotes       | 4 | 0 | 0 | 1.000 | 187 | 42  | 145 |
| 2   | Sorriso Hornets     | 2 | 0 | 2 | .500  | 88  | 147 | -59 |
| 3   | Leões de Judá       | 2 | 0 | 2 | .500  | 92  | 102 | -10 |
| 4   | Brasília Alligators | 1 | 0 | 3 | .250  | 30  | 106 | -76 |

Grupo 2
| Pos | Times                  | V | E | D | PCT   | PF  | PS | SP  |
| --- | ---------------------- | - | - | - | ----- | --- | -- | --- |
| 1   | Rondonópolis Hawks     | 4 | 0 | 0 | 1.000 | 101 | 17 | 84  |
| 2   | Brasilia Templários[b] | 1 | 0 | 2 | .333  | 16  | 62 | -46 |
| 3   | Brasília V8[b]         | 0 | 0 | 3 | .000  | 18  | 56 | -38 |

### Conferência Sul
| Pos | Times                     | V | E | D | PCT   | PF  | PS  | SP   |
| --- | ------------------------- | - | - | - | ----- | --- | --- | ---- |
| 1   | Redlions Football         | 4 | 0 | 0 | 1.000 | 167 | 25  | 142  |
| 2   | Santa Maria Soldiers      | 4 | 0 | 0 | 1.000 | 165 | 6   | 159  |
| 3   | Joinville Gladiators      | 3 | 0 | 1 | .750  | 107 | 62  | 45   |
| 4   | Santa Cruz do Sul Chacais | 1 | 0 | 3 | .250  | 73  | 85  | -12  |
| 5   | Bento Gonçalves Snakes    | 1 | 0 | 3 | .250  | 56  | 138 | -82  |
| 6   | Porto Alegre Pumpkins     | 1 | 0 | 3 | .250  | 35  | 166 | -131 |
| 7   | Curitiba Lions            | 0 | 0 | 4 | .000  | 25  | 146 | -121 |

## Playoffs
Em itálico, os times que possuem o mando de campo e em negrito os times classificados.
 Promovidos à Superliga Nacional de 2017.

### Conferência Nordeste
|  | Semifinais | Semifinais           | Semifinais       |    |  | Final         | Final | Final |
|  |            |                      |                  |    |  |               |       |       |
|  | N1         | Tropa Campina        | 14               |    |  |               |       |       |
|  | S2         | Náutico Horses       | 13               |    |  |               |       |       |
|  |            |                      |                  |    |  | Tropa Campina | 15    |       |
|  |            |                      | Maceió Marechais | 07 |  |               |       |       |
|  | S1         | Maceió Marechais     | 44               |    |  |               |       |       |
|  | N2         | Arcoverde Templários | 28               |    |  |               |       |       |

### Conferências Centro-Oeste, Sudeste e Sul
|  | Quartas de final | Quartas de final     | Quartas de final     |               |    | Semifinais    | Semifinais | Semifinais |  |  | Final | Final         | Final |
|  |                  |                      |                      |               |    |               |            |            |  |  |       |               |       |
|  |                  |                      |                      |               |    |               |            |            |  |  |       |               |       |
|  | SE1              | BH Get Eagles        | 14                   |               |    |               |            |            |  |  |       |               |       |
|  | SE2              | Ponte Preta Gorilas  | 06                   |               |    |               |            |            |  |  |       |               |       |
|  | SE2              | Ponte Preta Gorilas  | 06                   |               |    | BH Get Eagles | 14         |            |  |  |       |               |       |
|  |                  |                      |                      |               |    | BH Get Eagles | 14         |            |  |  |       |               |       |
|  |                  |                      | Santa Maria Soldiers | 12            |    |               |            |            |  |  |       |               |       |
|  | SU1              | Redlions Football    | Santa Maria Soldiers | 12            | 07 |               |            |            |  |  |       |               |       |
|  | SU1              | Redlions Football    |                      |               | 07 |               |            |            |  |  |       |               |       |
|  | SU2              | Santa Maria Soldiers | 20                   |               |    |               |            |            |  |  |       |               |       |
|  |                  |                      |                      |               |    |               |            |            |  |  |       | BH Get Eagles | 39    |
|  |                  |                      |                      | Sinop Coyotes | 07 |               |            |            |  |  |       |               |       |
|  | CO1              | Sinop Coyotes        | 17                   |               |    |               |            |            |  |  |       |               |       |
|  | CO3              | Sorriso Hornets      | 00                   |               |    |               |            |            |  |  |       |               |       |
|  | CO3              | Sorriso Hornets      | 00                   |               |    | Sinop Coyotes | 21         |            |  |  |       |               |       |
|  |                  |                      |                      |               |    | Sinop Coyotes | 21         |            |  |  |       |               |       |
|  |                  |                      | Rio Preto Weilers    | 00            |    |               |            |            |  |  |       |               |       |
|  | CO2              | Rondonópolis Hawks   | Rio Preto Weilers    | 00            | 06 |               |            |            |  |  |       |               |       |
|  | CO2              | Rondonópolis Hawks   |                      |               | 06 |               |            |            |  |  |       |               |       |
|  | SE3              | Rio Preto Weilers    | 13                   |               |    |               |            |            |  |  |       |               |       |

## Final
| 11 de dezembro 16:00 UTC -2 | Relatório | BH Get Eagles | 39–07 | Sinop Coyotes |  | Arena Independência, Belo Horizonte-MG |  |

## Premiações
| Liga Nacional de 2016                         |
| Minas Gerais                                  |
| --------------------------------------------- |
| Belo Horizonte Get Eagles Campeão (1º título) |

| Liga Nordeste de 2016             |
| Paraíba                           |
| --------------------------------- |
| Tropa Campina Campeão (1º título) |